# Enrico Carzino
Enrico Carzino (né le 23 septembre 1897 à Sampierdarena, un quartier de l'ouest de Gênes, et mort 6 février 1965 à Gênes) est un footballeur italien, qui évoluait au poste de gardien de but.

## Biographie
Enrico Carzino naît à Sampierdarena. Il a deux frères, Alfredo (1899-1944) et Ercole (1901-1979). Ce dernier joue également au football, comme milieu de terrain. Enrico a un fils, Luigi, également footballeur.
Enrico Carzino termine deuxième du championnat d'Italie organisé par la FIGC en 1922. Il est par la suite vice-champion d'Italie en 1928 et 1930 avec le Genoa CFC.

## Palmarès
- Sampierdarenese
  - Championnat d'Italie de football D3 1913-1914
  - Championnat d'Italie de football D2 1914-1915
  - Vice-champion d'Italie (FICG) en 1922
- Genoa CFC
  - Vice-champion d'Italie en 1928 et 1930